# 吳道邇
吳道邇（1542年—？），字學平，福建漳州府龍溪縣人，民籍，明朝政治人物。

## 生平
隆慶元年（1567年）丁卯科福建鄉試第五十九名舉人。隆慶二年（1568年）中式戊辰科會試第一百二十名，三甲第六十五名進士。授慈溪县知县，历官户部、刑部主事，升襄阳府知府，萬曆十二年（1584年）十一月升广东副使。

## 家族
曾祖吳盤；祖父吳仁榮；父吳以清，母丘氏。慈侍下。兄道濟、道東、道鲁、吴善（刑部主事）、道楫、一沛、道濂。弟原業、克岐、克弘。